# Joseph Elsner
Joseph Elsner (ur. 29 września 1845 we wsi Schlaney, od 1945 Słone (Kudowa-Zdrój) w ziemi kłodzkiej, zm. 3 marca 1933 w Monachium) – niemiecki architekt i rzeźbiarz z ziemi kłodzkiej, zwolennik eklektyzmu i historyzmu, tworzący liczne dzieła sztuki sakralnej.
Po ukończeniu szkoły powszechnej (1859) w rodzinnej wsi kształcił się w warsztacie Franza Moschnera w Braszowicach koło Ząbkowic Śląskich. W 1868 przeniósł się do Monachium i został uczniem niemieckiego malarza Wilhelma Hauschilda. Był także słuchaczem tamtejszej Królewskiej Akademii Sztuk. Od roku 1878 prowadził własne atelier sztuki chrześcijańskiej (Atelier für christliche Kunst) w Monachium. Był silnie związany uczuciowo z ziemią kłodzką, którą często odwiedzał. Pozostawił syna Josepha (1879–1970), cenionego niemieckiego architekta, dekoratora wnętrz i malarza.

## Wybrane dzieła sztuki sakralnej
- wystrój wnętrza kościoła św. Katarzyny w Słupcu (Nowa Ruda) (ok. 1888);
- ambona, stalle, rzeźby śś. Andrzeja, Jakub Mniejszego z toporem, a z roku 1914 Filipa z krzyżem i księgą oraz Bartłomieja z nożem[1] w kościele pw. św. Mikołaja w Nowej Rudzie (1889–1890);
- ołtarz główny (w formie rozbudowanego tabernakulum) w kościele pw. Wniebowzięcia NMP w Różance (1895);
- ołtarz główny i ambona w kościele w Starym Waliszowie (około 1898).
- kościół Narodzenia NMP w Słonem (Kudowa-Zdrój) (1908)